# Consalvo Dell’Arti
Consalvo Dell’Arti (* 21. Januar 1914 in Brindisi; † 30. November 2005) war ein italienischer Schauspieler.
Dell’Arti war seit Beginn der 1960er Jahre einer der profiliertesten Klein- und Nebendarsteller des italienischen Kinos und Fernsehens. Mit melodiöser Stimme übernahm er über 100 Rollen in Filmen und Fernsehspielen bis Ende der 1970er Jahre. Zweimal war er überraschend in den 1990er Jahren nochmals zurückgekehrt.

## Filmografie (Auswahl)
- 1961: Der Mönch und die Gefangene (I masnadieri)
- 1962: Kampf der Giganten (Ursus gladiatore ribelle)
- 1963: Die Arche Noah (Giacobbe, l’uomo che lottò con Dio)
- 1964: Marco – der Unbezwingbare (Maciste alla corte dello zar)
- 1965: Gideon und Samson (I grandi condottieri)
- 1965: Il piombo e la carne
- 1966: El Cisco
- 1966: Ein fast perfekter Mörder (Delitto quasi perfetto)
- 1966: Schneller als 1000 Colts (Thompson 1880)
- 1968: Mister Zehn Prozent – Miezen und Moneten
- 1968: El Zorro
- 1968: Der Fremde von Paso Bravo (Uno straniero a Paso Bravo)
- 1972: Gewalt – die fünfte Macht im Staat (La violenza: quinto potere)
- 1974: Zwei durch dick und dünn (Che botte, ragazzi!)
- 1976: Tote pflastern seinen Weg (Pronto ad uccidere)
- 1979: Bel Ami (Fernseh-Miniserie)